# Klaas Van der Linden

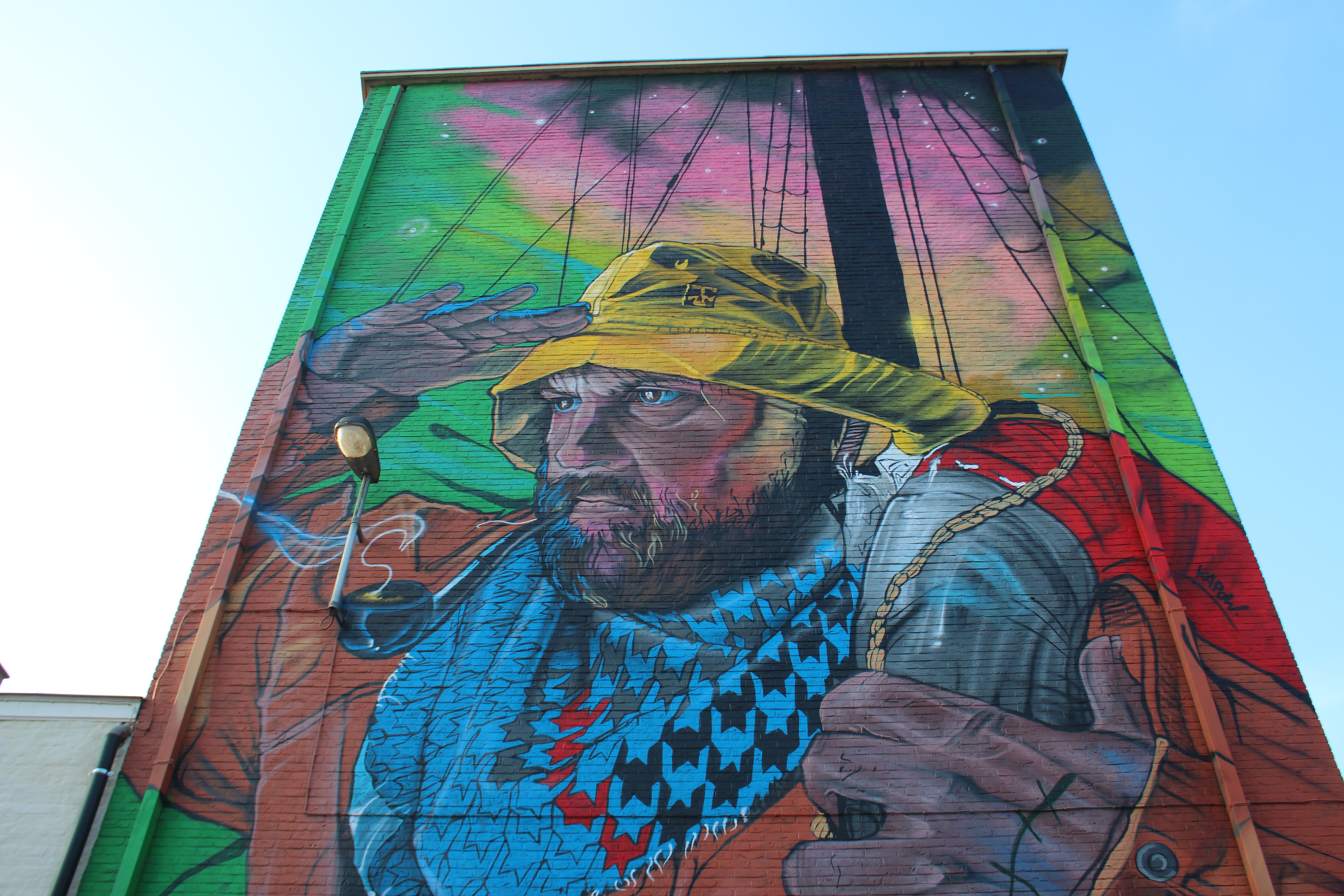

Klaas Van der Linden (Zottegem, 1986) is een Belgisch kunstschilder. Hij begon op twaalfjarige leeftijd met graffiti en street art en studeerde nadien Vrije Grafiek.
Van der Linden studeerde in 2014 af als Master in de Grafische Kunsten aan LUCA School of Arts in Gent. Klaas Van der Linden maakt muurschilderingen en schilderijen (verf in combinatie met spuitbus op doek). De kunstenaar stelde zijn werk tentoon op verschillende exposities waaronder "Paintings" (Aalst, 2010), "Chroniqueurs van de zelfkant" (Hasselt, 2012), "Hello darkness my good friend" (Antwerpen, 2013), "Blood sweat and colours" (Gent, 2015), "Voyage" (Gent, 2016), "Dark Woods" (Gent, 2017), "Off the rails" (Gent, 2019), "Inside my skull" (Gent, 2020), "Connected" (Gent, 2022) en tentoonstellingen in Duitsland (Weil am Rhein) en Kopenhagen. Van der Linden maakte verder al muurschilderingen in Brussel (voor Le M.U.R. Brussels), Londen ("The Wanderer" in Shoreditch), Berlijn (Mauerpark en Teufelsberg), Antwerpen (waaronder "Heterocera" aan Station Antwerpen-Berchem), Eindhoven (voor Step in The Arena), Mulhouse, Gent (waaronder Werregarenstraat, Hoogpoort, Schouwvegerstraat, hoek Erpelsteeg/Sint-Jacobsnieuwstraat, Predikherenlei, "Lost at Sea" aan het Baudelopark, "The Island" aan het Zonder-Naampark en aan de Bibliotheekstraat,) jeugdcel politie Gent, Erpe-Mere, Lokeren (werk voorheen aan de Oude dokken in Gent), Geraardsbergen, Zottegem (aan de Sanitary en in het Egmontpark), Mechelen (voor Mechelen muurt) en The Last Frontier in Pairi Daiza (2021). In 2024 raakte bekend dat het STAM interesse heeft om werk van Van der Linden tentoon te stellen.
Klaas' broer is kunstenaar Thijs Van der Linden.

## Afbeeldingen

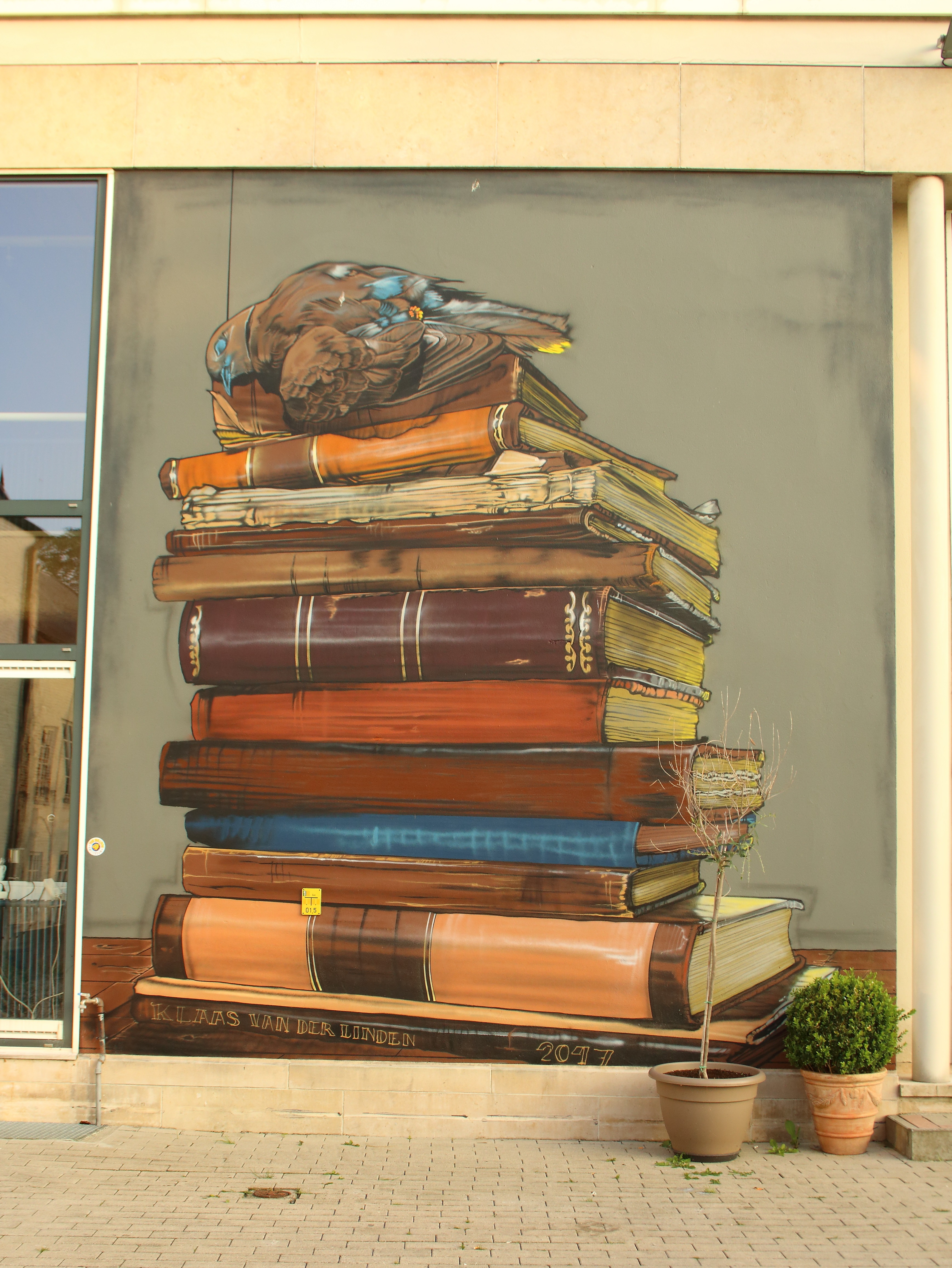
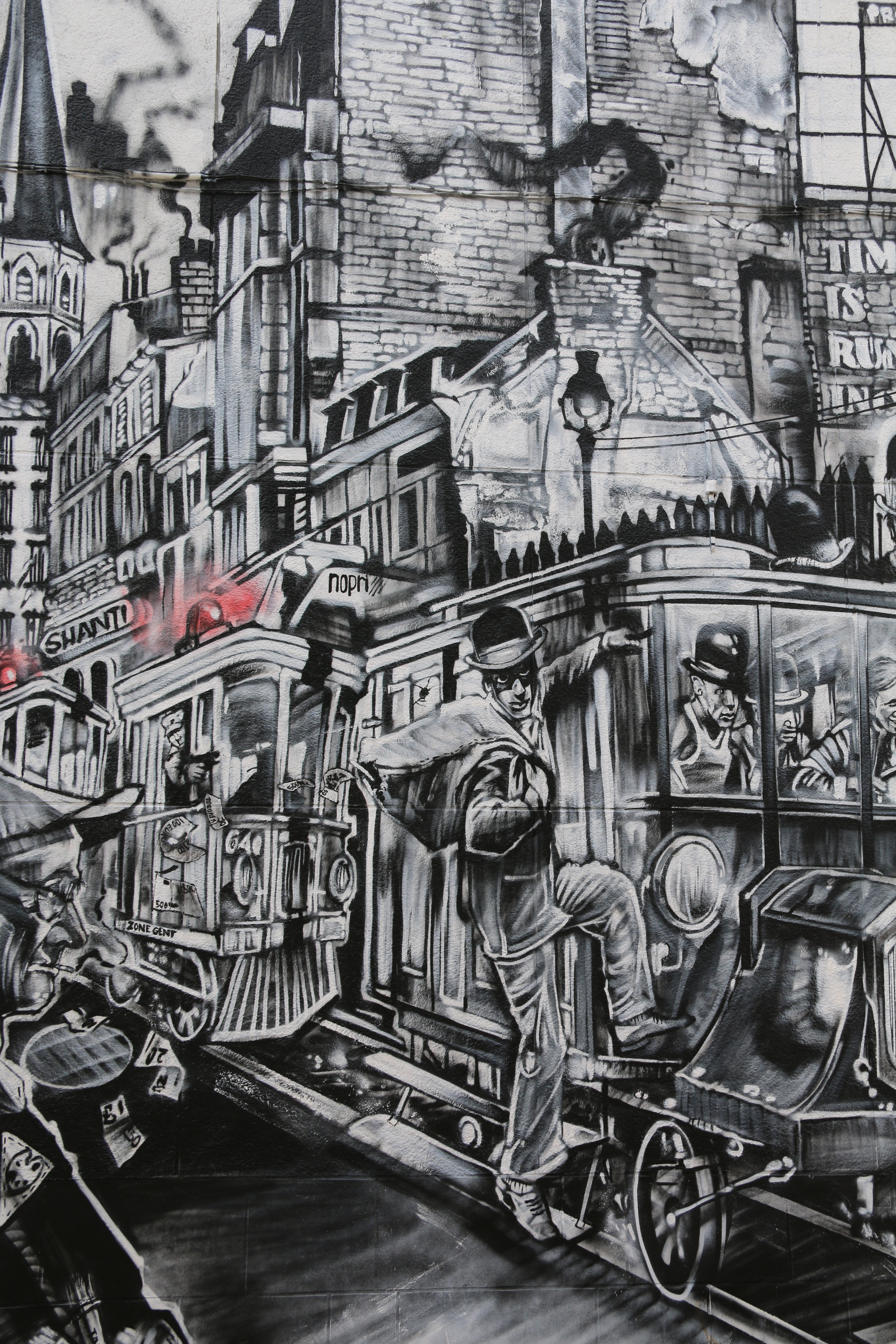
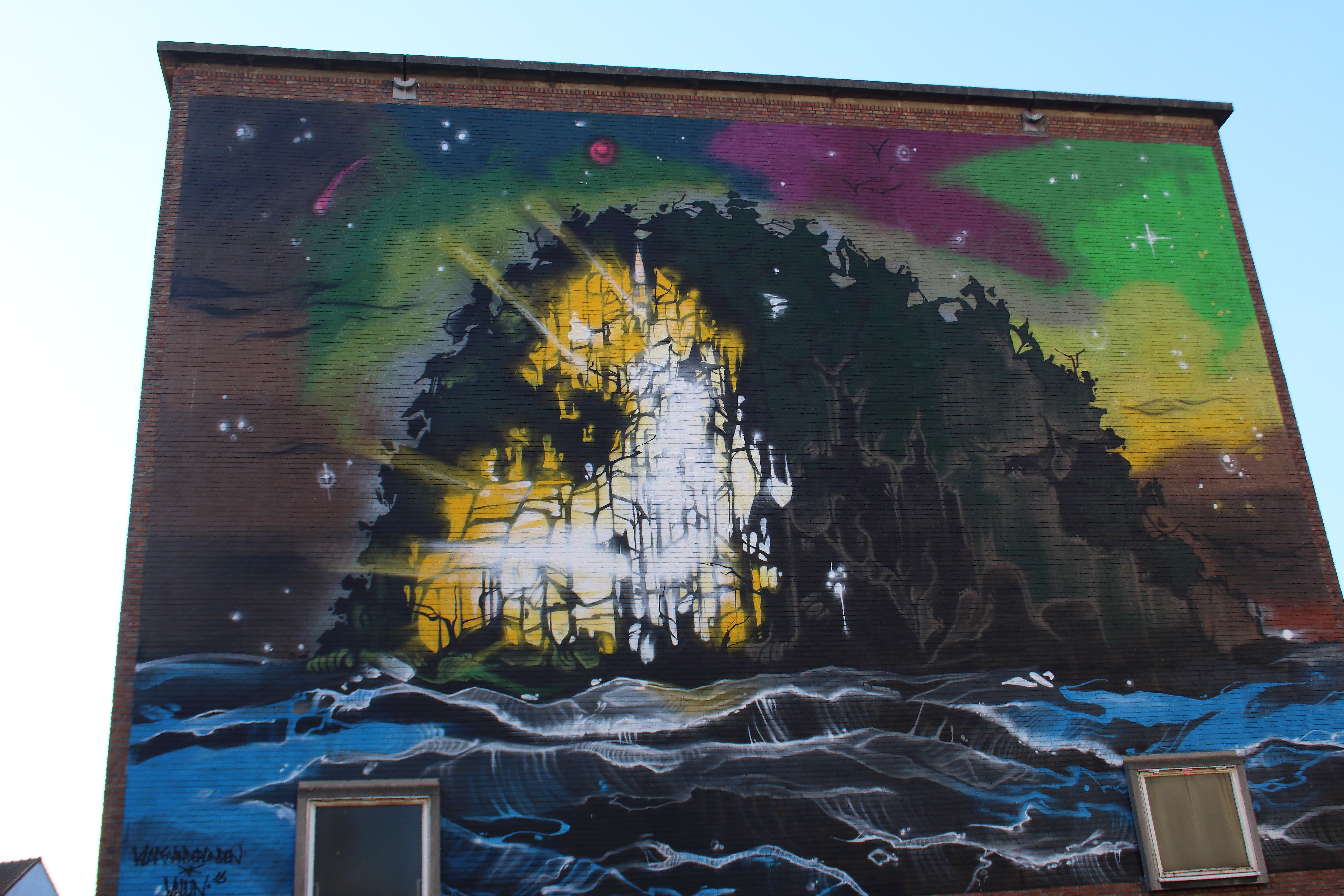
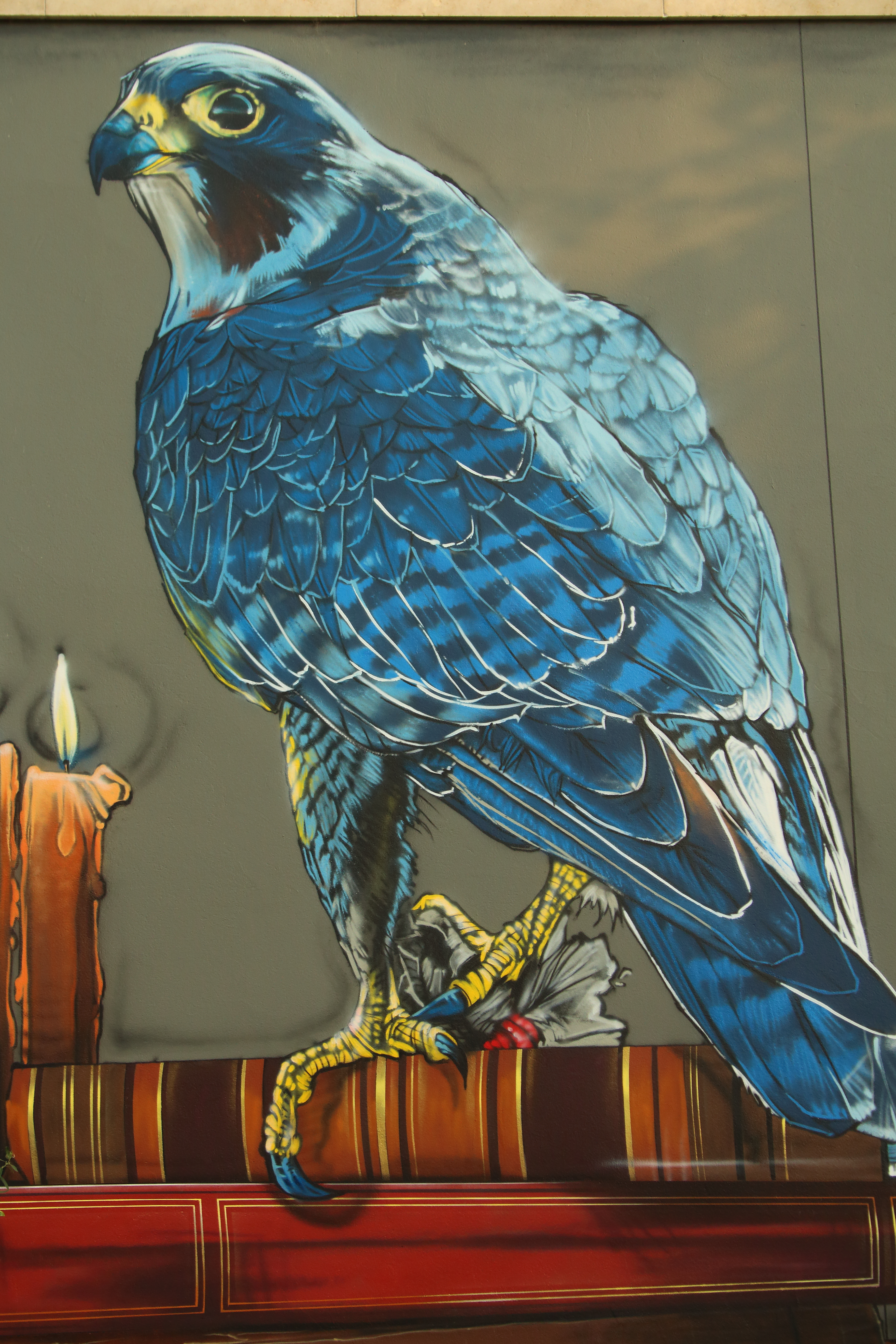
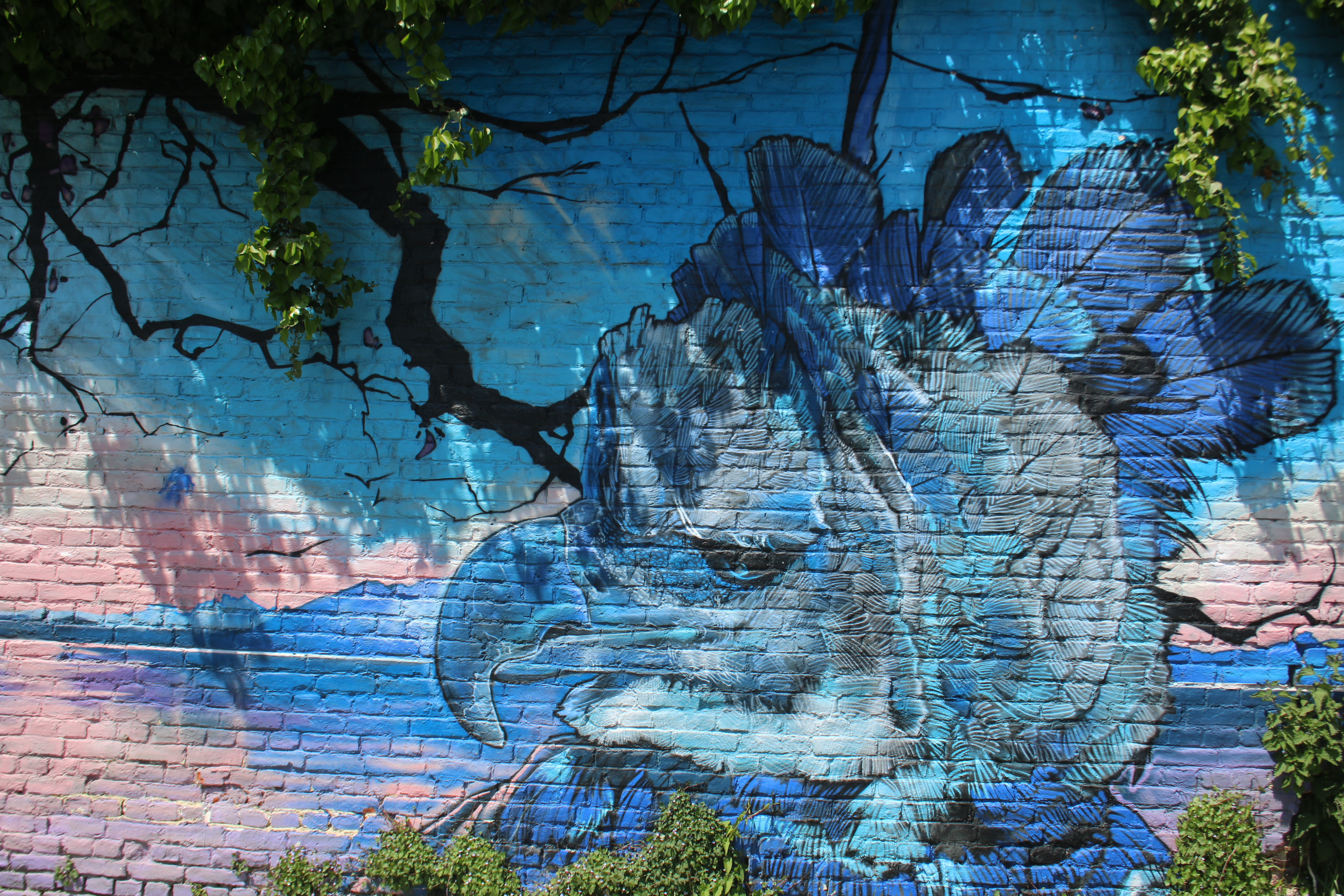